# Laura Barrios
Laura Navarro Barrios née le 4 septembre 2000, est une joueuse de hockey sur gazon espagnole. Elle évolue au poste de milieu de terrain au Club de Campo et avec l'équipe nationale espagnole.
Elle a participé aux Jeux olympiques d'été de 2020.

## Carrière

### Jeux olympiques
- Top 8 : 2020